# Ljudmila Wladimirowna Rudenko
Ljudmila Wladimirowna Rudenko (russisch Людми́ла Влади́мировна Руде́нко, ukrainisch Людмила Володимирівна Руденко/Ljudmyla Wolodymyriwna Rudenko; * 14. Julijul. / 27. Juli 1904greg. in Lubny, Gouvernement Poltawa; † 26. Februar 1986 in Leningrad) war eine sowjetische Schachspielerin und von 1950 bis 1953 Schachweltmeisterin.

## Leben
Ljudmila Rudenko wurde am 27. Juli 1904 als Tochter eines Stadtrates und späteren Staatsanwaltes geboren. Im Jahr 1925 zog die Familie von Lubny nach Moskau. Hier nahm sie an ihrem ersten Schachturnier teil, welches von der Komsomolskaja Prawda ausgerichtet wurde, erzielte aber nur den letzten Platz. In der Folge studierte sie Schachtheorie und wurde bereits 1928 Moskauer Meisterin im Schach. Im Jahr 1929 zog die Familie nach Leningrad. In Leningrad trainierte sie unter anderem unter den Schachmeistern Pjotr Arsenjewitsch Romanowski und Grigori Jakowlewitsch Löwenfisch und wurde im Jahr 1932 Stadtmeisterin. Es folgten sieben weitere Gewinne der Leningrader Stadtmeisterschaft. In den Jahren 1936, 1945, 1947/1948 und 1953 war sie jeweils sowjetische Vizemeisterin.
Während der Leningrader Blockade 1944 organisierte sie die Evakuierung von Kindern aus der Stadt.
Nach dem Tod der Schachweltmeisterin Vera Menchik bei einem deutschen V1-Angriff während des Zweiten Weltkrieges im Jahr 1944 kam es im Winter 1949/1950 zu einem Turnier um den vakanten Weltmeistertitel der Frauen. Rudenko gewann das Turnier unter 16 Spielerinnen mit 11,5 Punkten aus 15 Partien vor Olga Rubzowa, die 10,5 Punkte erreichte. Damit wurde sie zweite Schachweltmeisterin in der Geschichte der FIDE. Aufgrund des Gewinns der Weltmeisterschaft erhielt sie 1950 von der FIDE den Titel Internationaler Meister.
Im Jahr 1952 wurde sie Meisterin der Sowjetunion. 1953 verlor sie den Weltmeistertitel wieder in einem Wettkampf gegen Jelisaweta Bykowa mit fünf Siegen, zwei Unentschieden und sieben Niederlagen. Im Jahr 1957 erhielt sie das Ehrenzeichen der Sowjetunion (Знак Почёта) für ihren Beitrag zur Entwicklung des Schachs in der UdSSR. 1976 erhielt sie den Titel Großmeister der Frauen (WGM) der FIDE.
Ljudmila Rudenko, die niemals außerhalb der Sowjetunion war, starb am 26. Februar 1986 in Leningrad. Aus Anlass ihres 114. Geburtstages wurde sie am 27. Juli 2018 mit einem Google Doodle geehrt.

## Partiebeispiel
|   | a | b | c | d | e | f | g | h |   |
| 8 |   |   |   |   |   |   |   |   | 8 |
| 7 |   |   |   |   |   |   |   |   | 7 |
| 6 |   |   |   |   |   |   |   |   | 6 |
| 5 |   |   |   |   |   |   |   |   | 5 |
| 4 |   |   |   |   |   |   |   |   | 4 |
| 3 |   |   |   |   |   |   |   |   | 3 |
| 2 |   |   |   |   |   |   |   |   | 2 |
| 1 |   |   |   |   |   |   |   |   | 1 |
|   | a | b | c | d | e | f | g | h |   |

In der folgenden Partie besiegte Rudenko mit den weißen Steinen im WM-Turnier von Moskau 1949/50 die spätere Weltmeisterin Rubzowa.
Rudenko–Rubzowa 1:0
Moskau, Januar 1950
Englische Eröffnung, A22
1. c4 e5 2. Sc3 Sf6 3. g3 Lc5 4. Lg2 Sc6 5. e3 0–0 6. Sge2 Te8 7. 0–0 d6 8. d4 Lb6 9. h3 Ld7 10. a3 Se7 11. Sa4 c5 12. Sxb6 Dxb6 13. d5 Da6 14. Dc2 b5 15. e4 bxc4 16. Lg5 La4 17. Dd2 Sd7 18. Sc3 Sb6 19. Tfc1 Ld7 20. a4 Tab8 21. De2 f6 22. Le3 Sa8 23. Tcb1 Sc7 24. Lf1 Tb4 25. b3 Teb8 26. bxc4 Txb1 27. Sxb1 Dc8 28. Kh2 Tb6 29. Sc3 a6 30. a5 Tb4 31. Sb1 Tb3 32. Sa3 Db7 33. Dc2 Tb2 34. Tb1 Txb1 35. Sxb1 Se8 36. f4 g6 37. Lc1 Kg7 38. Lb2 Sg8 39. Lc3 Sh6 40. Sd2 Sf7 41. Sf3 Kg8 42. Ld3 Sg7 43. g4 Dc8 44. Db2 h5 45. g5 fxg5 46. fxe5 dxe5 47. Sxe5 Sxe5 48. Lxe5 Se8 49. Lf1 g4 50. Db8 Kf7 51. Dxc8 Lxc8 52. Lf4 Kf6 53. hxg4 Lxg4 54. Ld3 Ke7 55. e5 Lf5 56. Lg5+ Kd7 57. Lxf5+ gxf5 58. Kg3 1:0